# فرانك جي. كوسغروف
فرانك جي. كوسغروف هو شخصية أعمال وفلاح وسياسي أمريكي، ولد في 22 أكتوبر 1914، وتوفي في 19 أكتوبر 1980. انتخب عضو جمعية ولاية ويسكونسن ‏.